# 1930 au Québec
Cet article traite des événements survenus en 1930 au Québec. 

## Événements

### Janvier
- 7 janvier : ouverture de la troisième session de la 17e législature (en). Télesphore-Damien Bouchard est le nouvel orateur de l'Assemblée[1].
- 23 janvier : le discours du budget annonce que les dépenses ont été de 36 millions de dollars et les recettes de plus de 40 millions pendant l'année budgétaire 1928-1929. La dette québécoise est maintenant de 77 561 000 $[2].

### Février
- 6 février : Édouard Fabre remporte une épreuve de course de raquettes en 6 étapes de Québec à Montréal. Son trajet s'est fait en 34 heures 18 minutes[3].
- 14 février : la Commission d'enquête sur les droits civils des femmes remet son rapport à l'Assemblée législative. Celle-ci préconise plus de droits à la femme en cas de séparation. L'âge légal du mariage pourrait être porté à 14 ans pour les femmes et à 16 ans pour les hommes[4].
- 15 février : Cairine Wilson devient la première femme canadienne à être sénatrice, nommée par le gouvernement Mackenzie King[5].
- 17 février : Henri-Edgar Lavigueur remporte les élections municipales de Québec face à Oscar Auger[6].
- 19 février : un projet de loi permettant aux femmes d'adhérer au Barreau du Québec est rejeté par l'Assemblée législative[7].

### Mars

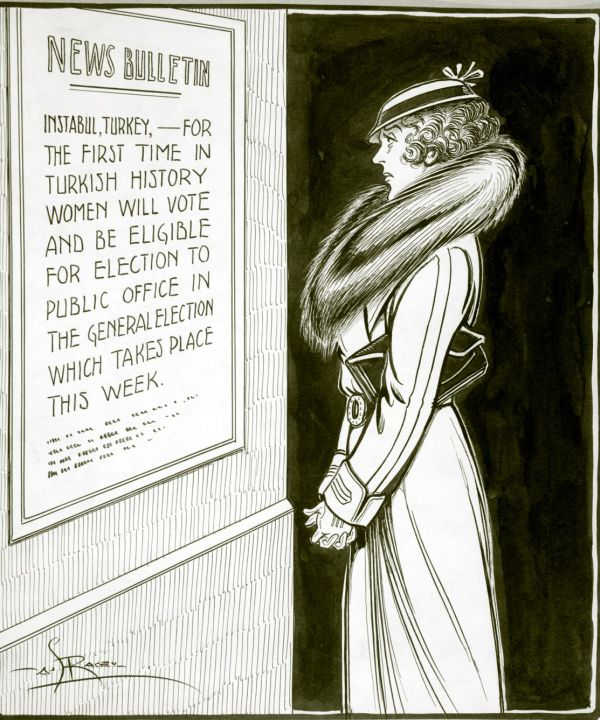
Caricature politique sur le droit de vote des femmes au Québec qui demeure la dernière province à ne pas l'avoir.

- 5 mars : une nouvelle loi sur le vote des femmes est présentée à l'Assemblée législative. Elle est rejetée par 44 voix contre 24[8].
- 6 mars : des centaines de chômeurs manifestent devant l'Hôtel de ville de Montréal et demandent du travail. Ils sont refoulés violemment par les policiers et qualifiés de « communistes » par certains politiciens[9].
- 21 mars : 
  - le premier ministre Taschereau s'entend avec les évêques pour créer une commission scolaire juive à Montréal, qui sera sous la juridiction du surintendant de l'Instruction publique[10].
  - l'Assemblée législative adopte une loi créant une censure pour les annonces de cinéma dans les journaux[11].

### Avril
- 3 avril : les Canadiens de Montréal remportent la troisième Coupe Stanley de leur histoire face aux Bruins de Boston[12].
- 4 avril : la session est prorogée[13].
- 7 avril : Camillien Houde remporte l'élection municipale de Montréal par une majorité sans précédent de 41 600 voix face à son adversaire James Arthur Mathewson[14].

### Mai
- 24 mai : le pont du Havre (appelé plus tard pont Jacques-Cartier) est inauguré[15].

### Juin
- 5 juin : Joseph-Napoléon Francoeur succède à Antonin Galipeault comme ministre des Travaux publics[1].
- 29 juin : les huit martyrs jésuites (les Saints martyrs canadiens) sont canonisés à Rome[16].

### Juillet
- 28 juillet : le Parti conservateur de Richard Bedford Bennett remporte les élections fédérales avec 138 députés élus contre 86 libéraux, 2 candidats indépendants et 18 députés provenant de tiers partis. Au Québec, le résultat est de 39 libéraux, 25 conservateurs et 1 candidat indépendant, Henri Bourassa, dans Labelle. Parmi les députés conservateurs élus, citons Onésime Gagnon, Arthur Sauvé, Paul Comtois et Armand Lavergne[17]
- 31 juillet : le dirigeable britannique R-100, parti d'Angleterre le 28 juillet, survole le Québec. Il passe au-dessus de l'île Anticosti à 7 heures, à Pointe-au-Père à 11 h 55 et à Québec à 18 h 25. Il amarre à l'aéroport de Saint-Hubert le 1er août à 5 h 30 du matin[18].

### Août
- 8 août : Arthur Sauvé est ministre des Postes dans le cabinet Bennett[19].
- 15 août : début de la construction de l'Oratoire Saint-Joseph[20].
- 21 et 22 août : une conférence fédérale-provinciale étudie diverses recommandations pour pallier le chômage qui prend des proportions alarmantes depuis l'automne 1929[21].
- 29 août : le gouvernement Taschereau annonce la création d'une route devant relier Témiscaming à Rouyn-Noranda en longeant la frontière ontarienne[22].

### Septembre
- 9 septembre : un incendie détruit presque entièrement le village de Hébertville[23].

### Octobre
- 12 octobre : le Montreal Orchestra inaugure sa première saison de concerts[24].
- 14 octobre : Gordon Wallace Scott est le nouveau trésorier provincial, succédant ainsi à Andrew Ross McMaster[1].
- 20 octobre : Robert Taschereau, neveu du premier ministre et candidat libéral, remporte l'élection partielle de Bellechasse[1].
- 29 octobre : le premier ministre Taschereau crée une commission présidée par Édouard Montpetit chargée d'élaborer une politique d'aide sociale par le gouvernement[25].

### Novembre
- 4 novembre : le trésorier Scott perd l'élection partielle de Huntingdon face à Martin Beattie Fisher. Paul Sauvé remporte celle de Deux-Montagnes. Les libéraux conservent Maskinongé[1].
- 27 novembre : Adélard Godbout est le nouveau ministre de l'Agriculture. Il succède à Joseph-Léonide Perron qui vient de mourir[1].

### Décembre
- 2 décembre : ouverture de la quatrième session de la 17e législature (en)[1].
- 11 décembre : 
  - l'Assemblée législative adopte le projet de loi Francoeur sur le chômage, prévoyant des subventions aux municipalités devant servir à la mise en chantier de travaux publics[26].
  - la session est ajournée jusqu'en janvier[13].

## Naissances
- André Payette (journaliste) († 6 mai 2018)
- 3 janvier - Marcel Dubé (dramaturge) († 7 avril 2016
- 11 janvier - Harold Greenberg (homme d'affaires) († 1er juillet 1996)
- 19 janvier - André Rufiange (journaliste) († 22 juillet 1988)
- 26 janvier - Jacques Monet (prêtre jésuite historien et professeur) († 14 mai 2024)
- 4 février - Gérard Poirier (acteur) († 19 décembre 2021)
- 11 février - Pierre Thériault (acteur) († 1er avril 1987)
- 13 février - Yves Michaud (homme politique et journaliste) († 19 mars 2024)
- 11 mars - Claude Jutra (réalisateur) († 5 novembre 1986)
- 28 mars - Albert S. Ruddy (producteur et scénariste)  († 25 mai 2024)
- 7 avril - Jeannine Gaudet-Brault (enseignante)
- 28 avril - Jérôme Proulx (professeur et homme politique) († 26 août 2021)
- 8 mai - Edgar Fruitier (acteur)  († 29 novembre 2024)
- 17 mai - Dyne Mousso (actrice) († 23 mai 1994)
- 27 mai - Jacques Rougeau (père) (lutteur et homme d'affaires)  († 1er juillet 2019)
- 4 juin - Françoise Graton (actrice) († 7 novembre 2014)
- 5 juin - Thomas Kevin Drummond (homme politique)  († 11 décembre 2021)
- 8 juin - Marcel Léger (homme politique) († 5 février 1993)
- 15 juin - Marcel Pronovost (joueur de hockey) († 26 avril 2015)
- 27 juin - Raymond Barbeau (écrivain) († 5 mars 1992)
- 4 juillet - André Desjardins (criminel) († 27 avril 2000)
- 15 juillet - Richard Garneau (journaliste sportif) († 20 janvier 2013)
- 25 juillet - Maureen Forrester (chanteuse) († 16 juin 2010)
- 9 août - Jacques Parizeau (ancien premier ministre du Québec) († 1er juin 2015)
- 6 septembre - Normand L'Amour (chanteur) († 3 novembre 2015)
- 6 octobre - Raymond Malenfant (hommes d'affaires)  († 7 janvier 2022)
- 14 septembre - Jacques Godin (acteur) († 26 octobre 2020)
- 24 septembre - Fernand Ouellette (poète et romancier)
- 29 octobre : André Bernier (homme politique) († 29 mai 2012)
- 1er novembre - Yvon Dufour (acteur) († 10 février 1999)
- 6 novembre - Jean-Marc Chaput (conférencier et auteur) († 6 juin 2020)
- 10 novembre - Claude Jasmin (écrivain et scénariste) († 29 avril 2021)
- 12 novembre - Ève Gagnier (actrice) († 19 septembre 1984)
- 14 novembre - Monique Mercure (actrice) († 17 mai 2020)
- 18 novembre - Armand Couture (ingénieur)  († 18 août 2022)
- 21 novembre - Bernard Lagacé (organiste, claveciniste et professeur)  († 11 février 2025)
- 3 décembre - Yves Trudeau  (sculpteur) († 18 décembre 2017)

## Décès
- 27 janvier - Charles Huot (peintre) (º 6 avril 1855)
- 28 mars - Georges-Élie Amyot (homme d'affaires et homme politique) (º 28 janvier 1856) (décédé aux États-Unis)
- 3 avril - Emma Lajeunesse (chanteuse) (º 11 novembre 1847)
- 19 avril - Georges-Casimir Dessaulles (homme d'affaires et homme politique) (º 28 septembre 1827)
- 1er mai - Charles Marchand (chanteur) (º 10 juin 1890)
- 16 juillet - Joseph-Édouard Caron (homme politique) (º 10 janvier 1866)
- 15 août - William Frederick Vilas (homme politique) (º 15 juillet 1853)
- 14 novembre - Adélard Turgeon (homme politique) (º 18 décembre 1893)
- 20 novembre - Joseph-Léonide Perron (homme politique) (º 24 septembre 1872)